# Waxworks: Some Singles 1977-1982
Waxworks: Some Singles 1977-1982 (1982) è la prima raccolta di singoli degli XTC.

## Il disco
Prima vera raqccolta del gruppo di Swindon, pubblicata il 5 novembre 1982, raccoglie i primi 13 singoli pubblicati per la Virgin Records eccetto l'undicesimo Respectable Street. La maggior parte dei brani presenti sono versioni già pubblicate in precedenza, tranne: Making Plans for Nigel in una versione leggermente più corta, e Wait Till Your Boat Goes Down in una versione remixata. In Gran Bretagna il disco è stato venduto insieme a Beeswax: Some B-Sides 1977-1982 con un adesivo in copertina con scritto "2 dischi al prezzo di 1", mentre in altre nazioni (Italia compresa) i due dischi hanno formato un vero e proprio disco doppio.

## Tracce
Lato A
1. Science Friction (Andy Partridge) - 3:12
2. Statue of Liberty (Partridge) - 2:25
3. This Is Pop (Partridge) - 2:39
4. Are You Receiving Me? (Partridge) - 3:03
5. Life Begins at the Hop (Colin Moulding) - 3:47
6. Making Plans for Nigel (Moulding) - 3:53
7. Wait Till Your Boat Goes Down (Partridge) - 4:34

Lato B
1. Generals and Majors (Moulding) - 3:42
2. Towers of London (Partridge) - 4:38
3. Sgt. Rock (Is Going to Help Me) (Partridge) - 3:36
4. Senses Working Overtime (Partridge) - 4:34
5. Ball and Chain (Moulding) - 4:30